# Anushka Ravishankar
Anushka Ravishankar (* 1961 in Nashik, Maharashtra, Indien) ist eine indische Schriftstellerin. Sie hat seit 1996 über 25 Kinderbücher verfasst, von denen einige auch in deutscher Übersetzung vorliegen. Sie gilt als eine der bedeutendsten Vertreterinnen der Unsinnspoesie in Indien und wurde schon häufiger als »indischer Dr. Seuss« bezeichnet.
Zu ihren bekanntesten Publikationen gehören Tiger on a Tree (1997, dt. Tiger,  kleiner Tiger, 2002), One, Two, Three! (2004, dt. Eins, Zwei, Drei!, 2006), The Rumor (2012, dt. Ein Gerücht geht um in Baddbaddpur, 2013), Moin and the Monster (2012, dt. Moin uns das Monster. Eine Erzählung aus Indien, 2016) und Excuses Excuses (2012). Zuletzt erschien I Like Cats (2015, dt. Ich mag Katzen, 2015). Für ihr literarisches Schaffen wurde sie unter anderem mit dem Andersen-Preis (Premio Andersen) (2004) und dem South Asian Book Award (2013) ausgezeichnet. Der von der Internationalen Jugendbibliothek jährlich herausgegebene Katalog „The White Ravens“ erwähnt Anushka Ravishankar mehrmals und hebt ihre Werke besonders hervor.
Ravishankar lebt in Neu-Delhi.

## Leben
Anushka Ravishankar wurde 1961 in Nashik, nordöstlich von Mumbai, geboren und verbrachte dort ihre Kindheit. Sie studierte Mathematik in Pune am Fergusson College und graduierte 1981. Während ihres Studiums kam Ravishankar in Kontakt mit der Nonsensliteratur von Lewis Carroll, Edward Lear und Edward Gorey und war in hohem Maße begeistert. Nachdem sie ihr postgraduales Studium in Unternehmensforschung abgeschlossen hatte, arbeitete sie eine Zeit lang als Software Programmiererin in einem IT-Unternehmen in Nashik. Nach der Geburt ihrer Tochter nahm sich Ravishankar eine Auszeit, um sich um ihre Tochter kümmern zu können. Als ihre Tochter sechs Jahre alt war, suchte sie nach Kinderbüchern für sie, fand jedoch keine, die ihr gefielen. Also begann sie selbst mit dem Schreiben und schickte erste Geschichten an die Kinderzeitschrift Tinkle. 1996 zog Ravishankar mit ihrer Familie nach Chennai. Dort wurde sie von Tara Books, einem 1994 gegründetem Verlag, der das Ziel hat qualitativ hochwertige Kinderbücher auf den Markt zu bringen, als Redakteurin eingestellt. Daraufhin entschied sie, auch ihre eigenen Erzählungen zu veröffentlichen. Später arbeitete sie unter anderem als Verlagsleiterin von Scholastic India und gründete 2012 ihren eigenen Verlag Duckbill Books.
Ravishankar wehrt sich gegen das Lehrhafte in Kinderbüchern, daher sind ihre Vorlieben für absurde und ungezwungene Geschichten kein Zufall. Ihre Inspiration nimmt sie oft vom realen Leben. Für Ravishankar eröffnet das Schreiben in Versen die Möglichkeit, sich weniger auf den Inhalt und mehr auf die Form konzentrieren zu können und so absurde Nonsensgedichte zu verfassen. Ihr Abschluss in Mathematik hilft ihr zu schreiben, denn ihrer Meinung nach benötigt eine schlüssige Handlung Logik und Analysis, wie auch Imagination.

## Literarisches Werk
1997 erschien mit Tiger on a Tree (dt. Tiger, kleiner Tiger (2002)) das Debüt von Ravishankar. Das Buch erzählt die Geschichte eines jungen Tigers, der von Dorfbewohnern gefangen wird. Tiger on a Tree wurde auf der Biennale in Bratislava (1999) ausgezeichnet. Die Zeit beschreibt das Buch als »großartig dicht« und The Hindu lobt Ravishankars »eigentümliche [und] geistreiche Reime«. The Guardian führt Tiger on a Tree sogar in der Liste der 10 besten Tiger in Kinderbüchern auf.
The Rumor (2012), dt. Ein Gerücht geht um in Baddbaddpur (2013, Übersetzung: Birgit Mader), erzählt die Geschichte eines Gerüchts und wie es sich verselbstständigen kann. Die Geschichte ist in Deutschland zweimal erschienen. Einmal zusammen mit den nordindischen Sprachen Hindi, Urdu und Bengalisch und einmal mit den südindischen Sprachen Malayalam, Tamil und dazu noch in Englisch. Deutschlandfunk findet in der Geschichte »ein Gerücht, das im Dorf Baddbaddpur – und bei den Lesern – für Gelächter sorgt«.

## Bibliographie (Auswahl)
| Englischsprachige Originalausgabe | Deutschsprachige Erstausgabe |
| --- | --- |
| 1997: Tiger on a Tree, Anushka Ravishankar (Text), Biswas Pulak (Illustration), Tara Books (Chennai), ISBN 978-81-86211-38-0                                        | 2002: Tiger, kleiner Tiger, Blauburg Verlag (Freiburg), ISBN 978-3-935550-00-0 |
| 2004: Excuse Me, Is This India?, Anushka Ravishankar (Text), Anita Leutwiler (Illustration), Tara Books (Chennai), ISBN 978-81-86211-56-4                           | nicht in deutschsprachiger Übersetzung erschienen |
| 2004: One, Two, Tree!, Anushka Ravishankar (Text), Sirish Rao (Text), Durga Bai (Illustration), Tara Books (Chennai), ISBN 978-81-86211-80-9                        | 2006: Eins, zwei, drei!, Anu Stohner (Übersetzung), Carl Hanser Verlag (München, Wien), ISBN 978-3-446-20636-6 |
| 2011: The Storyteller Tales from the Arabian Nights, Anushka Ravishankar (Text), Harshavardhan Kadam (Illustration), Penguin Books (London), ISBN 978-0-14-333129-2 | nicht in deutschsprachiger Übersetzung erschienen |
| 2011: Excuses Excuses, Anushka Ravishankar (Text), Gabrielle Manglou (Illustration), Tara Books (Chennai), ISBN 978-93-80340-12-8                                   | nicht in deutschsprachiger Übersetzung erschienen |
| 2012: Moin and the Monster, Anushka Ravishankar (Text), Anitha Balachandran (Illustration), Duckbill Books (Chennai), ISBN 978-93-81626-90-0                        | 2016: Moin und das Monster. Eine Erzählung aus Indien, Barbara Brennwald (Übersetzung), Baobab Books (Basel), ISBN 978-3-905804-73-7 |
| 2011: Excuses Excuses, Anushka Ravishankar (Text), Gabrielle Manglou (Illustration), Tara Books (Chennai), ISBN 978-93-80340-12-8                                   | nicht in deutschsprachiger Übersetzung erschienen |
| 2012: The Rumor, Anushka Ravishankar (Text), Kanyika Kini (Illustration), Tundra Books (Toronto), ISBN 978-1-77049-280-6                                            | 2013: Ein Gerücht geht um in Baddbaddpur: Hindi-Bengali-Urdu-Deutsch, Vibha Surana (Übersetzung), Pankaj Chattopadhyay (Übersetzung), Amtul Manan Tahir (Übersetzung), Birgit Mader (Übersetzung), Edition Orient (Berlin), ISBN 978-3-922825-86-9; 2013: Ein Gerücht geht um in Baddbaddpur: Englisch–Tamil–Malayalam–Deutsch, Annakutty V Findeis (Übersetzung), Ajay Kawshik Arunachalam (Übersetzung), Birgit Mader (Übersetzung), Edition Orient (Berlin), ISBN 978-3-922825-87-6 |